# IBM WebExplorer
IBM WebExplorer fou un navegador de web primerenc, dissenyat per IBM al Research Triangle Park per a OS/2.

## Història
Va ser presentat el 1994 amb OS/2 Warp (v3), i va ser considerat el millor navegador per la revista Internet Magazine en el seu número de novembre. En el seu moment, fou l'únic navegador web pel sistema OS/2. Va ser considerat una important novetat al llibre The HTML Sourcebook: The complete guide to HTML. Gairebé immediatament després de la introducció d'OS/2 versió Warp 3, IBM va desmantellar l'equip de desenvolupament. El sistema OS/2 Warp 4 (1996) el va incloure, però també incloïa un enllaç per descarregar una versió del Netscape 2.02.
El 1995, va ser afegit a AIX, la plataforma d'UNIX propietat d'IBM.
Un article de 1996 al PC Mag comentava que WebExplorer era mancat de diverses característiques estàndards, i no era gaire bó en termes de suport multimèdia.

## Versions
Hi hi havia diverses versions distribuïdes per IBM. IBM va alliberar algunes extensions enbeta i també per fixar diversos bugs a WebExplorer, fins i tot una beta que incloïa suport per Java.

## Crítiques
El navegador no donava suport a frames i la instal·lació de plugins com Java era complicada.